# 岩屋美保子
岩屋 美保子（いわや みほこ、1964年6月1日 -  - ）は、日本出身の元女子サッカー選手。元サッカー日本女子代表。現役時代のポジションはゴールキーパー。

## 来歴
清水第八スポーツクラブ、静岡紅葵女子サッカークラブでプレー。清水第八SC在籍時の1981年に1981 AFC女子選手権のために初めてサッカー日本女子代表が編成された際に代表に選出された。6月13日、この大会の3戦目、インドネシア代表との試合で日本代表デビューした。その後、9月のポートピア'81国際女子サッカーのイングランド戦にも出場した。日本代表には通算で2試合に出場した。

## 代表歴
- 1981年6月13日 - A代表初出場 - インドネシア戦

### 出場大会など
- 1981 AFC女子選手権

### 試合数
- 国際Aマッチ 2試合（1981）

| 日本代表 | 国際Aマッチ | 国際Aマッチ |
| 年       | 出場        | 得点        |
| -------- | ----------- | ----------- |
| 1981     | 2           | 0           |
| 通算     | 2           | 0           |

### 出場
| # | 開催日         | 開催地 | 会場               | 相手         | 結果 | 監督     | 大会          |
| - | -------------- | ------ | ------------------ | ------------ | ---- | -------- | ------------- |
| 1 | 1981年06月13日 | 香港   |                    | インドネシア | ○1-0 | 市原聖曠 | アジア選手権  |
| 2 | 1981年09月06日 | 兵庫県 | 神戸市立中央球技場 | イングランド | ●0-4 | 市原聖曠 | ポートピア'81 |